# Yaroslav Blanter
 (juillet 2020).
Si vous disposez d'ouvrages ou d'articles de référence ou si vous connaissez des sites web de qualité traitant du thème abordé ici, merci de compléter l'article en donnant les références utiles à sa vérifiabilité et en les liant à la section « Notes et références ».
Pour les articles homonymes, voir Blanter.
Yaroslav Mikhaïlovitch Blanter (russe : Ярослав Михайлович Блантер), né le 19 novembre 1967, est un physicien russe, expert en métallurgie et en physique de la matière condensée. Depuis 2012, il est professeur à l'Université technique de Delft aux Pays-Bas.

## Biographie
En 1984, il est diplômé de la deuxième école de physique et de mathématiques de Moscou. En 1990, il a obtenu un diplôme en physique des métaux du département de physique et de chimie de l'Institut de l'acier et des alliages de Moscou. De 1990 à 1992, il y a étudié aux cycles supérieurs. En 1992, il a soutenu sa thèse et est devenu candidat en sciences physiques et mathématiques : La manifestation des effets quantiques dans les propriétés cinétiques des systèmes électroniques à proximité d'une transition topologique.
De 1990 à 1994, il a enseigné la physique statistique, la théorie des métaux normaux et supraconducteurs, ainsi que la mécanique classique et quantique à MISiS. De 1989 à 1993, il a également enseigné les mathématiques à l'école no 43 (aujourd'hui lycée no 1543).
De 2007 à 2011, il a été un contributeur actif avec des droits d'administrateur sur la Wikipédia russe et un membre du Comité d'arbitrage.